# Burgruine Straßfried
Die Burgruine Straßfried ist die Ruine einer Höhenburg nahe der österreichisch-italienischen Grenze bei Thörl-Maglern (Gemeinde Arnoldstein) in Kärnten.

## Lage
Der Name der Burg weist auf ihre Lage und die frühere strategische Bedeutung hin. Straßfried liegt auf einem bewaldeten Hügel nördlich von Maglern an der Kreuzung der Straße nach Italien mit jener aus dem Gailtal. Östlich der heutigen Ortschaft befand sich die römerzeitliche Straßenstation Meclaria, die sich an dem im 1. Jahrhundert n. Chr. errichteten Straßenzuges befand, der den Donauraum mit Oberitalien verband.

## Geschichte
Zahlreiche Statuetten aus Blei, Zinn und Bronze keltischen und römischen Ursprungs weisen auf ein antikes Heiligtum auf dem Hügel hin. Am Südfuß des Hügels befanden sich römische Gebäude, deren Ruinen für ein spätantikes Gräberfeld dienten. Ein weiterer Fund ist eine frühmittelalterliche Emailscheibenfibel aus dem 10. Jahrhundert (C 181, 1991, 111ff.).
Erstmals urkundlich erwähnt wurde die Burg als „castrum strazvrid“ im Jahr 1279, als das Anwesen von den Kärntner Herzögen an den habsburgischen König Rudolf fiel. Dieser überließ es dem Bistum Bamberg, das die Burg im 13. Jahrhundert zur Bewachung dieser wichtigen Handelsrouten zur Festung ausbauen ließ. Sie blieb bis 1441 in bambergischem Besitz. 1687 kaufte Abt Emmeran von Arnoldstein die Anlage. Großen Schaden erlitt Straßfried durch die französische Besatzung während der Koalitionskriege, als die Franzosen 1797 Teile der Festung sprengten.

## Baubeschreibung
Straßfried ist eine ausgedehnte, auf einem Steilhügel gelegene Anlage. Von der ehemaligen Zwillingsturm-Anlage ist nur noch der östliche der beiden Bergfriede aus Bruchsteinen mit Eckquadern erhalten. Die Ringmauer ist noch in beachtlicher Höhe vorhanden, vom Palas hingegen nur noch geringe Teile. Um den schmalen Hof finden sich Reste gotischer Wohn- und Wirtschaftsgebäude und eine Zisterne.

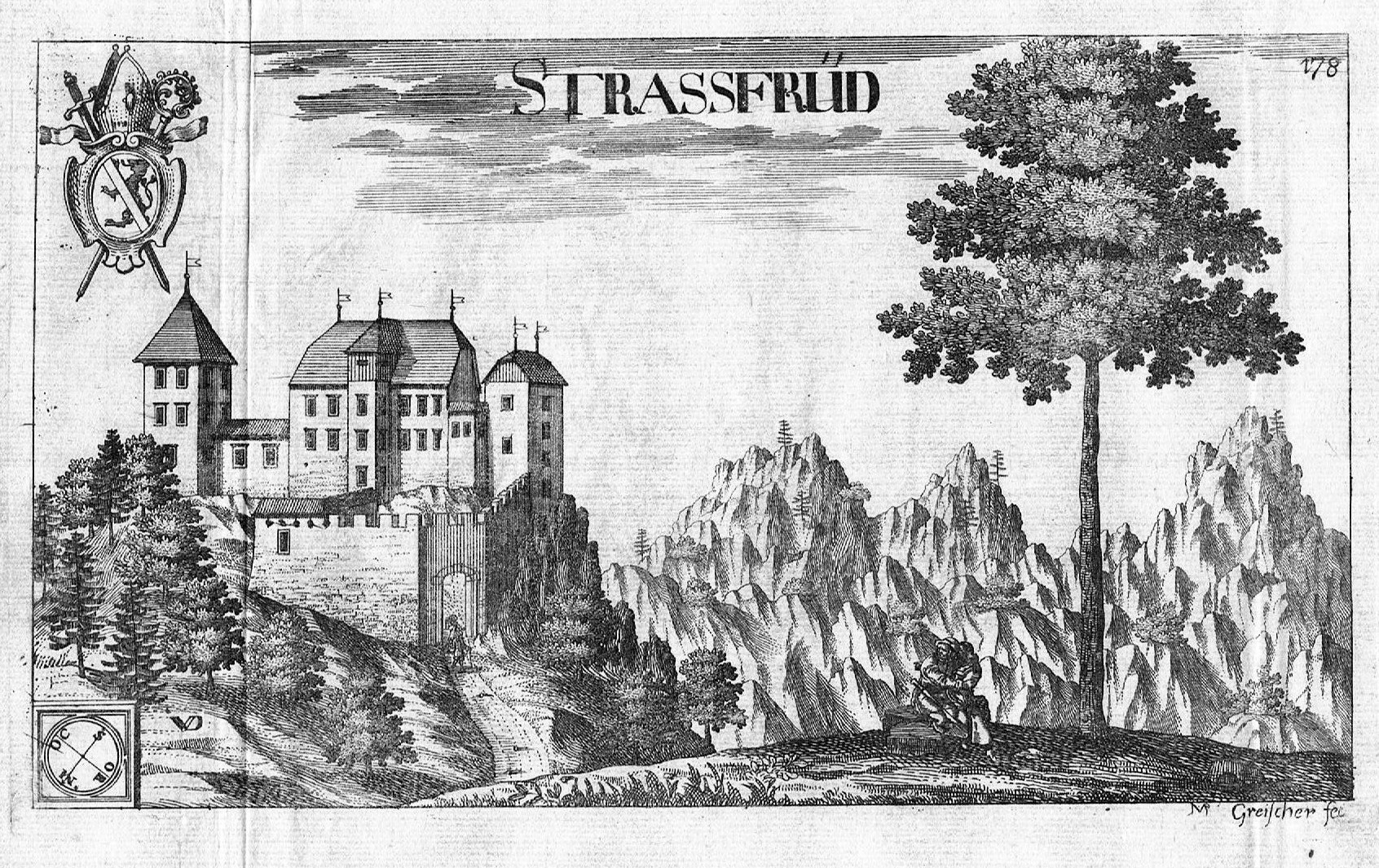
Stich von 1688 (Valvasor)
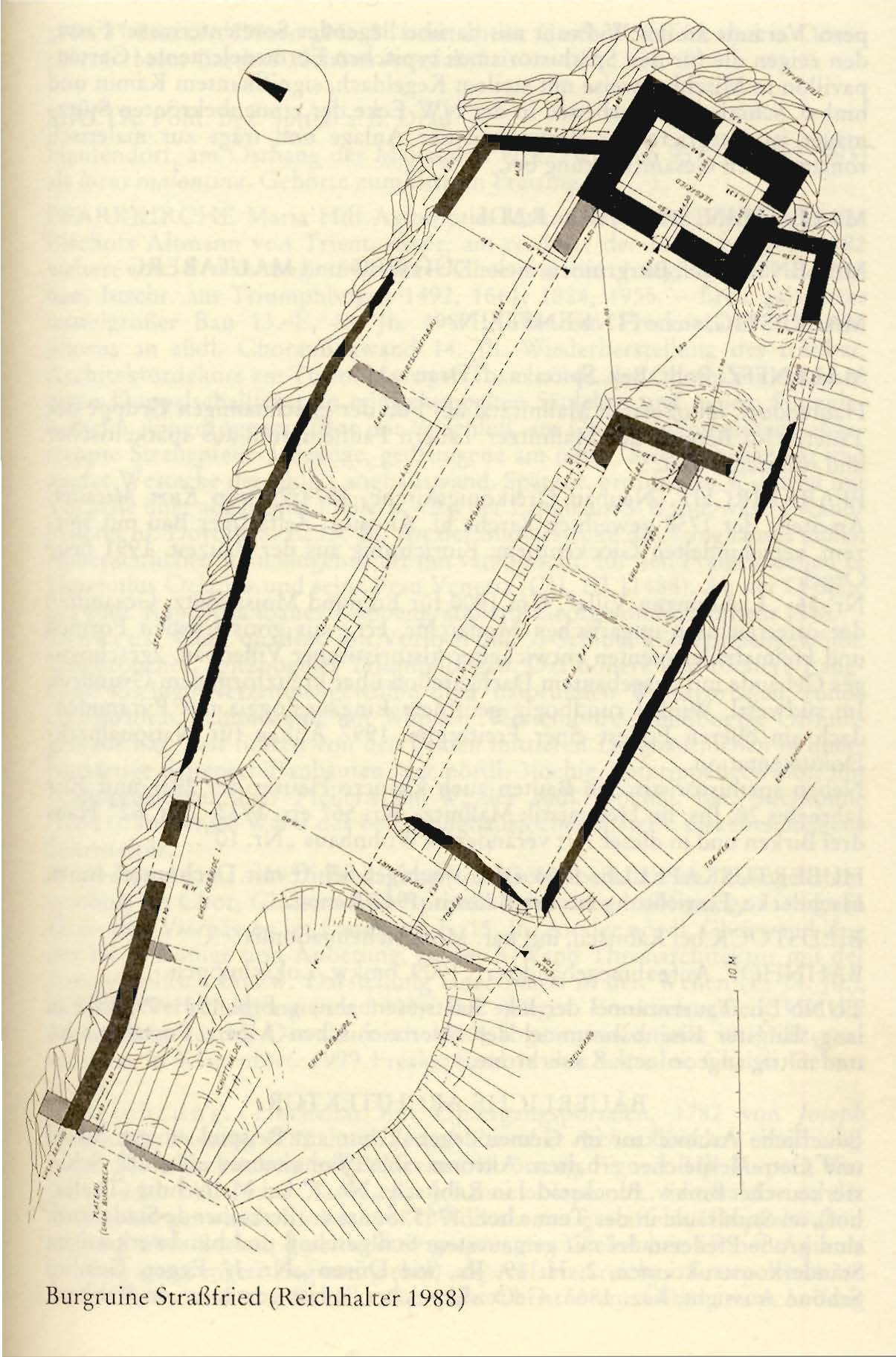
Grundriss
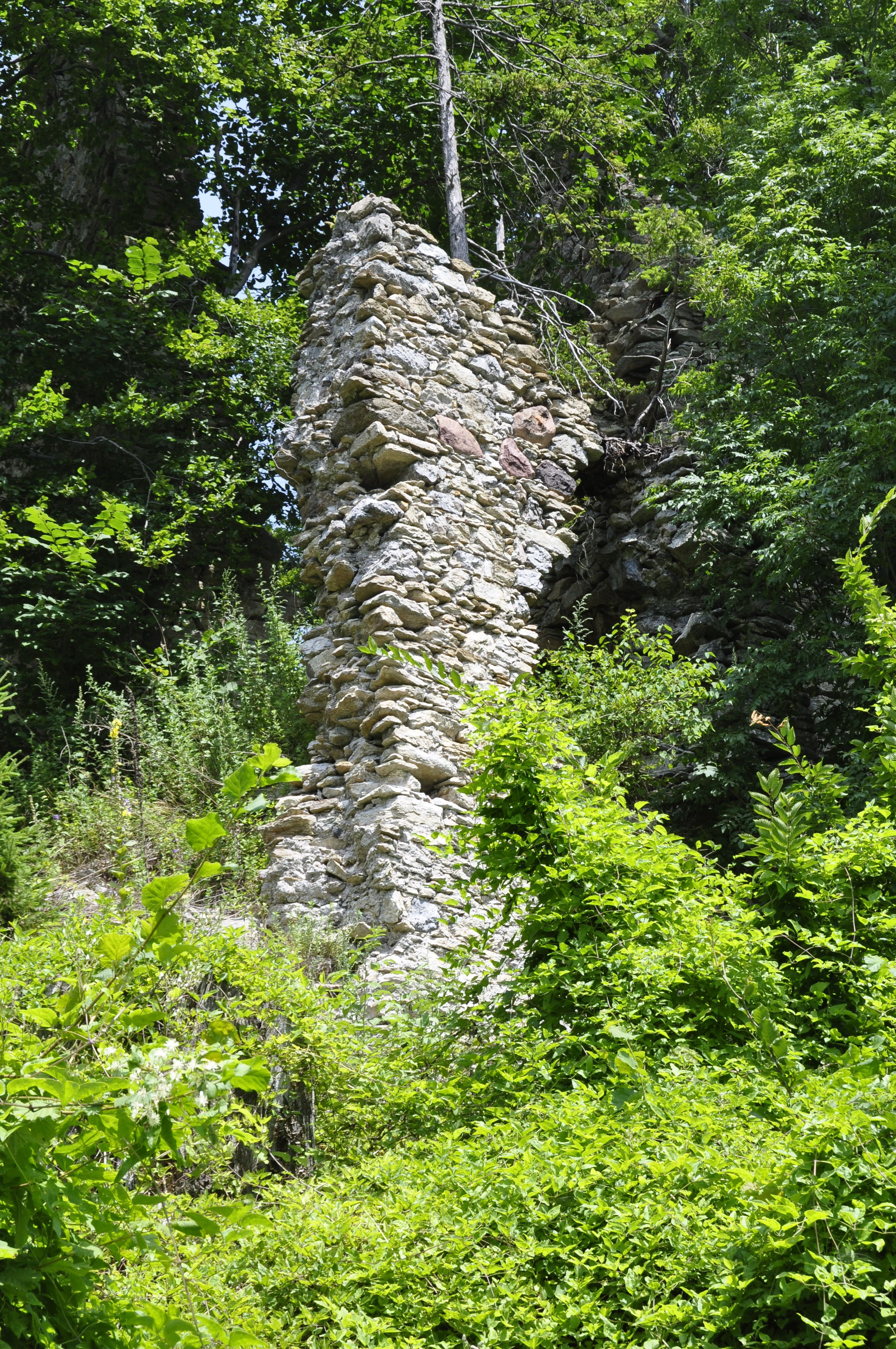
Mauer am östlichen Bergfried